# Interstate 69
I-69 eller Interstate 69 är en amerikansk väg, Interstate Highway, i Texas, Mississippi, Tennessee, Kentucky, Indiana och Michigan. Den är fortfarande under byggnad.[sedan när?]